# Olof Kärnekull

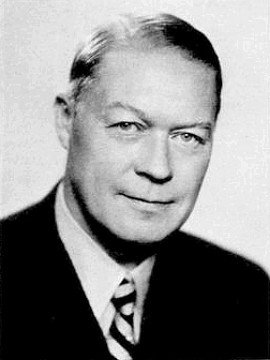
Olof Kärnekull.

Carl Olof Kärnekull, född 25 oktober 1885 i Jönköping, död 26 juni 1950 i Hedvig Eleonora församling i Stockholm, var en svensk författare och ingenjör.

## Biografi
Olof Kärnekull var son till skeppsklareraren Anders Andersson. Efter mogenhetsexamen vid Jönköpings högre allmänna läroverk 1907 blev han student vid Kungliga Tekniska högskolans avdelning för väg- och vattenbyggning och avlade avgångsexamen därifrån 1912. Kärnekull var 1912–1913 avdelningsingenjör vid bygget av Väderstad–Skänninge–Bränninge Järnväg, 1913–1914 arbetsledare vid Byggnads AB Contractor i Stockholm, 1914–1916 kontrollant och vice VD vid bygget av Eksjö–Österbymo Järnväg och 1916–1917 äldre brodern Erik Anderson Kärnekulls efterträdare som avdelningschef vid Ostkustbanans tillkomst. 
Han var 1917–1919 biträdande ingenjör vid Statens järnvägar i Nässjö. Sedan Erik Anderson Kärnekull anställts av Axel Ax:son Johnson som disponent vid Avesta jernverk blev Olof Kärnekull hans assistent och chef för administrativa byggnads- och kraftavdelningen där 1919–1921. Här kom han att introducera och organisera arbetet efter taylorismens principer, efter ett system han själv kallade "rationell arbetsledning". Kärnekull lyckades effektivisera arbetet vid Avesta jernverk med sina metoder men hade stora initialkostnader och lyckades inte intressera Axel Ax:son Johnson för systemet. 
Då Sveriges Industriförbund 1921 efter ekonomisk nedgång inom industrin inrättade ett konsulterande organ för fabriksorganisation inom dotterbolaget AB Industribyrån blev Kärnekull chef för avdelningen Fabriksorganisation och från 1944 som direktör. Ett av hans första uppdrag 1921 var Kockums Mekaniska Verkstads AB där han bland annat föreslog att varvsverksamheten skulle åtskiljas från den övriga verksamheten. 
Kärnekull genomförde även större framgångsrika rationaliseringar vid Norrahammars bruk, Svenska Metallverken, Cloetta. Han var även en flitig föredragshållare och författare av artiklar i fackpress och utgav även ut läroböcker. När Arvid Lindmans regering tillträdde 1928 inkallades Kärnekull att som sakkunnig biträda finansministern Nils Wohlin i samband med att förvaltningen av flottans varv skulle undersökas, och efter medverka som sakkunnig i flera försvarsutredningar även under efterföljande regeringar. 
Han var ledamot av styrelsen för Sveriges konsulterande ingenjörers förening 1931–1949 varav 1941–1949 som ordförande, då Svenska Teknologföreningen 1931 på Kärnekulls initiativ bildade en avdelning för industriell ekonomi och organisation blev han 1931–1938 dess förste sekreterare. Åren 1937–1950 var han ledamot av Svenska nationalkommittén för rationell organisation, 1939–1946 som dess 1:e vice ordförande, 1939–1940 ledamot av Stockholms kommunala organisationskommittés expertdelegation, och från 1944 ordförande i Ingenjörsvetenskapsakademins avdelning för produktions- och fabrikstekniska vetenskaper. Kärnekull var från 1944 ledamot av Kungliga Ingenjörsvetenskapsakademien. Han är begravd på Skogskyrkogården i Stockholm.